# Katalog astronomiczny

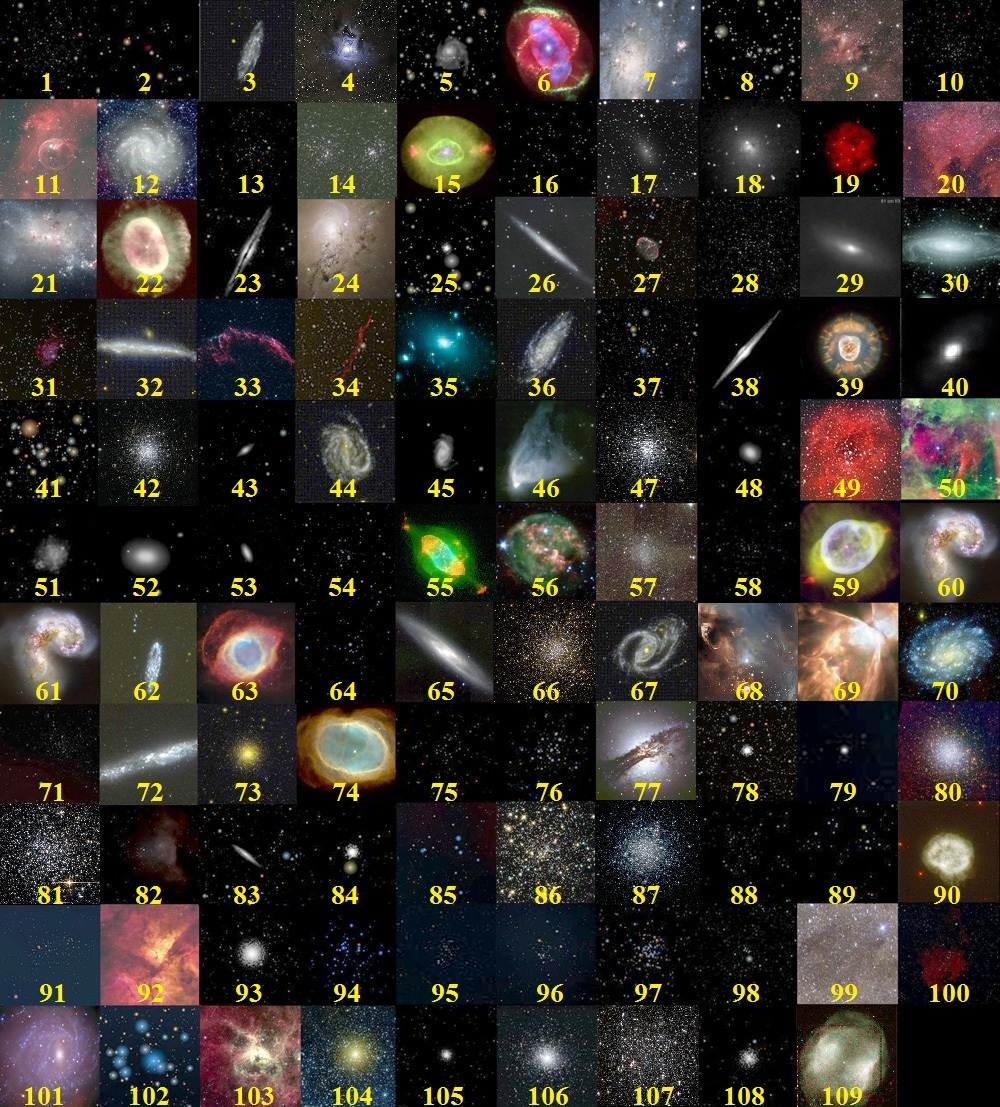
Obiekty katalogu Caldwella

Katalog astronomiczny – uporządkowany zbiór danych dotyczących ciał niebieskich. Danymi tymi mogą być położenia obiektów na niebie (współrzędne – dane astrometryczne), ich odległości, jasności (dane fotometryczne), widma (dane spektroskopowe) czy też zdjęcia, w postaci klisz lub elektronicznej (np. plików FITS). Najbardziej znanymi katalogami są Katalog Messiera i New General Catalogue.

## Katalogi ogólne
- Katalog Messiera (M) – 110 obiektów
- General Catalogue of Nebulae and Clusters (GC) – 5079 obiektów
- New General Catalogue (NGC) – 7840 obiektów
- Index Catalogue (IC) – 5386 obiektów (uzupełnienie NGC)

## Specjalistyczne katalogi
Oprócz tych trzech katalogów, które same w sobie zawierają różnego rodzaju obiekty astronomiczne, istnieje spora liczba specjalistycznych katalogów zawierających tylko wybrane typy obiektów. Katalogi te zawierają dużą liczbę wspólnych obiektów, więc spora liczba obiektów astronomicznych posiada dużą liczbę nazw katalogowych. Przykładem jest Galaktyka Panna A, wśród astronomów amatorów znana jako Messier 87, nosząca również oznaczenia: NGC 4486, Virgo A, 3C 274, 1ES 1228 +126, 87GB 122819,0 +124029, IRAS 12282 +1240 oraz jeszcze kilkanaście innych. Niektóre ze słynnych specjalistycznych katalogów (kolejność według rodzajów obiektów):

### Galaktyki
- Uppsala General Catalogue (UGC): 12 921 galaktyk
- Atlas Osobliwych Galaktyk (Arp): 338 obiektów
- Katalog gromad Abella: 5250 bogatych gromad galaktyk
- Zwarte Grupy Hicksona: 100 pozycji
- Katalog galaktyk karłowatych: katalog galaktyk karłowatych, obiekty DDO, 243 pozycje
- Katalog Głównych Galaktyk (PGC): obiekty Principal Galaxies Catalogue

### Gromady kuliste
- Arp-Madore (AM): 4 gromady kuliste
- Palomar (Pal): 15 gromad kulistych
- Terzan (Ter): 11 gromad kulistych ukrytych za galaktycznym centrum, widocznych w podczerwieni

### Gromady otwarte
- Basel (Bas): zawiera 20 gromad otwartych
- Berkeley (Be): 90 gromad z numerami od 1 do 104
- Biurkan (Bi, Biur): 13 gromad
- Bochum (Bo): 14 gromad
- Catalogue of Star Clusters and Associations (OCl): 1278 gromad i asocjacji
- Collinder (Coll lub Cr): 471 gromad
- Czernik (Cz): 45 gromad
- Dolidze (Do): 47 gromad
- Dolidze/Dzimselejsvili (DoDz): 11 gromad
- Hafner (Haf): 26 gromad
- King (K): 26 gromad
- Lyngå (L): 15 gromad
- Markarian (Mrk): 1525 obiektów, katalog asocjacji gwiazdowych, gromad gwiazd, galaktyk i kwazarów
- Melotte (Mel): 245 gromad
- Pismis (Pi): 26 gromad
- Roslund (Ro): 7 gromad
- Ruprecht (Ru): 176 gromady
- Stock (St): 24 gromady
- Tombaugh (Tom): 5 gromad otwartych
- Trumpler (Tr): 37 gromad
- van den Bergh-Hagen (vdB-Ha, BH): gromady południowej części Drogi Mlecznej

### Gwiazdy
- Katalog ACT: ruch 988 758 gwiazd
- Bonner Durchmusterung: pozycje 457 847 gwiazd
- Boss General Catalogue: 33 342 gwiazdy
- Cordoba Durchmusterung: współrzędne 613 953 gwiazd
- Katalog Gliesego: katalog gwiazd w promieniu 25 parseków
- Katalog Henry’ego Drapera: ponad 225 000 gwiazd
- Katalog Hipparcosa: 118 218 gwiazd
- Katalog jasnych gwiazd: pierwsza edycja 9096 gwiazd
- SAO: 258 997 gwiazd do 9m
- Sigma, Struve: największy katalog gwiazd podwójnych i wielokrotnych
- Winnecke (Win, WNC): 7 gwiazd podwójnych

### Mgławice planetarne
- Katalog mgławic Abella: 81 mgławic z numerami od 1 do 86
- Perek-Kohoutek (PK): Katalog wszystkich mgławic planetarnych Drogi Mlecznej znanych do 1964 roku

### Mgławice refleksyjne
- Cederblad (Ced): ponad 200 mgławic
- Lynds (LBN): katalog jasnych mgławic, 1125 obiektów
- Katalog van den Bergha (vdB): katalog 158 mgławic refleksyjnych

### Mgławice ciemne
- Katalog Barnarda (B): 370 ciemnych mgławic
- Lynds (LDN): katalog ciemnych mgławic, 1802 obiekty

### Obszary H II
- Katalog Sharplessa (Sh2): 313 obiektów
- Katalog Guma: przegląd obszarów H II nieba południowego, 85 obiektów

### Pozostałości po supernowych
- Katalog RCW (RCW): 182 obiekty

### Kwazary
- 3C: katalog kwazarów

### Inne
- Katalog Caldwella (C): 109 wybranych obiektów
- Lista Najpiękniejszych Obiektów N.G.C. RASC: lista wybranych obiektów z katalogu NGC
- Herschel 400: lista wybranych obiektów z katalogu NGC
- Palomar Observatory Sky Survey: fotograficzny atlas nieba

i wiele innych.
W astronomii w odniesieniu do gwiazd używa się także małego alfabetu greckiego (rzadziej łacińskiego) lub liczb w połączeniu z łacińską dopełnieniową nazwą gwiazdozbioru, w którym dana gwiazda się znajduje – są to tzw. oznaczenia Bayera i Flamsteeda. W powszechnym użyciu są też nazwy własne gwiazd, zazwyczaj pochodzenia arabskiego. Przykład zastosowania małego alfabetu greckiego na gwieździe Betelgeza – α Orionis.